# Olger Escobar
Olger Escobar (Boston, 11 de septiembre de 2006) es un futbolista estadounidense-guatemalteco, nacido en Estados Unidos de padres guatemaltecos, que juega en la demarcación de extremo derecho para el CF Montréal de la MLS y es internacional absoluto con la selección de fútbol de Guatemala.

## Selección nacional
El 11 de noviembre de 2023 hizo su debut con la selección de Guatemala en un partido amistoso contra Jamaica que finalizó con un resultado de empate a cero.
En 2025, en un partido amistoso contra la selección de Honduras, marcó su primer gol con selección nacional en el minuto 85 con un disparo desde fuera del área, después de un error en salida del portero de Honduras.

## Clubes
| Club                      | País           | Año       | Partidos | Goles |
| ------------------------- | -------------- | --------- | -------- | ----- |
| New England Revolution II | Estados Unidos | 2023-2025 | 34       | 1     |
| CF Montréal               | Canadá         | 2025-     |          |       |